# Ici et ailleurs
Ici et ailleurs è un mediometraggio documentaristico diretto da Jean-Luc Godard e Anne-Marie Miéville del 1976. I due registi mettono in scena e criticano con metodo dialettico immagini che lo stesso Godard aveva filmato alcuni anni prima in Palestina per conto dell'OLP.

## La lavorazione e le riprese
(Jean-Luc Godard, voce fuori campo di commento nel film Ici et ailleurs)
La sezione propaganda di Al-Fatah, che nel febbraio 1969 ha conquistato la maggioranza nell'OLP riuscendo a eleggere presidente Yasser Arafat, costituisce un'unità dedicata al cinema. Attraverso la Lega araba, i resistenti palestinesi riescono a mettersi in contatto con Jean-Luc Godard, che dopo il Sessantotto aveva costituito con alcuni giovani cineasti il Gruppo Dziga Vertov, e gli conferiscono il mandato di girare nei campi profughi palestinesi in Libano e Giordania un film “progressista e democratico” che mostri al mondo le ragioni dei palestinesi.
Godard predispone insieme a Jean-Pierre Gorin, suo strettissimo collaboratore e eminenza grigia del gruppo, il progetto di un film da intitolarsi Jusqu'à la victoire (“Fino alla vittoria”), con tanto di story-board. Insieme al cineoperatore Armand Marco, si recano almeno sei volte in Medio Oriente da marzo a agosto 1970, registrando parecchio materiale. Il lavoro, funestato dalla crisi coniugale di Godard con la moglie Anne Wiazemsky, riceve un colpo definitivo dall'evolversi della situazione politica: nel settembre dello stesso anno re Hussein di Giordania ordina al suo esercito di liquidare la forza armata dell'OLP sul territorio dello Stato. Il massacro nei campi palestinesi di Amman passerà alla storia come il Settembre nero; molti uomini e donne che appaiono nelle immagini riprese tra i combattenti dei campi profughi muoiono nella strage indiscriminata. Il progetto di Jusqu'à la victoire viene abbandonato.
A metà del decennio successivo Godard riprende in mano il materiale filmato, rimasto in suo possesso dopo lo smembramento del Gruppo Dziga Vertov, e chiede a Elias Sanbar di tradurgli dall'arabo le parole dei palestinesi, sopra le quali il progetto originale prevedeva un commento con voce fuori campo. Solo a questo punto e a distanza di anni si rende conto che il significato dei discorsi registrati contraddice in qualche modo il senso del lavoro: i combattenti si lamentano che l'esercito israeliano, che devono fronteggiare in azioni di guerriglia, è meglio armato e molto meglio addestrato, e che molte vite perdute in azione si potevano salvare con una dirigenza meno miope dal punto di vista militare.

## Il film
In apertura il film mostra un ricapitolo delle cinque parti in cui avrebbe dovuto essere diviso il film Jusqu'à la victoire, con brevi sequenze di immagini separate da titoli in francese e arabo:
1. la volonté du peuple (la volontà del popolo)
2. la lutte armée (la lotta armata)
3. le travail politique (il lavoro politico)
4. la guerre prolongée (la guerra prolungata)
5. jusqu'à la victoire (fino alla vittoria)

La voce di Godard riepiloga la storia e il progetto del film e termina esponendo le ragioni per cui non era stato possibile portarlo a compimento: questo (immagini di combattenti) era diventato questo (cadaveri di vittime trucidate nel Settembre nero), quasi tutti gli attori del film sono morti.
Ici et ailleurs, qui e altrove: qui è la Francia del 1975, altrove è la Palestina del 1970; qui una famiglia operaia, padre, madre e due bambini, osservano al televisore le immagini di combattenti della resistenza palestinese.
Nella seconda parte del film è la voce fuori campo di Anne-Marie Miéville che si incarica della critica delle immagini viste in precedenza. Non solo il dialogo dei fedayyin risulta completamente diverso con il sottotitolato della traduzione, ma la messinscena si spinge più in là: il bambino che recita una poesia era inquadrato in una scenografia quasi teatrale, la giovane incinta che si proclama fiera di fare un figlio per la rivoluzione è un'intellettuale di innegabile bellezza, che in realtà non aspetta neppure un bambino, ma si limita a recitare la parte fornita da Godard.
La voce della Miéville tira le conclusioni: non siamo in grado di capire neppure immagini semplici, forse perché la colonna sonora è a volume troppo alto o forse perché non sappiamo vedere. È essenziale imparare a vedere il “qui”, la Francia di oggi, per essere in grado di conoscere “l'altrove”.

## Critica
Il progetto internazionalista e rivoluzionario del Gruppo Dziga Vertov si è trasformato in un nuovo sguardo di coppia. Riprendendo in mano il materiale di qualche anno prima, Godard e la Miéville decidono di farlo tradurre dall'amico Elias Sanbar, il giovane intellettuale palestinese francofono che Al-Fatah aveva assegnato come guida ai tre del Gruppo Dziga Vertov durante le riprese.
Il lavoro di traduzione ha luogo in uno studio dell'UNESCO in place Fontenoy, nel VII arrondissement di Parigi Sanbar rimane per primo scioccato dalla distanza tra le parole registrate sul campo e il senso originario del film, così come era stato progettato da Godard e Gorin.
Godard e la Miéville inaugurano con Ici et ailleurs un metodo di lavoro di coppia che continueranno nel tempo: ognuno scrive la sua parte e ne registra il sonoro, in modo che il prodotto finale è una sorta di dialogo critico a due voci. Nelle scene registrate Ici, in Francia, a recitare la parte del padre di famiglia davanti al televisore e alle scene di ailleurs è l'amico Jean-Pierre Bamberger.
La retorica delle immagini è sistematicamente abolita in questo film; per il filosofo Gilles Deleuze, i rivoluzionari di ici non hanno più il compito dialettico di dire la verità politica sulle lotte di ailleurs:
(Gilles Deleuze, L'immagine-tempo. Cinema 2)
Il critico cinematografico francese Serge Daney ha coniato una formula efficace per definire Ici et ailleurs: «Restituire le immagini ai corpi dai quali sono state tratte.» («Si rendono le immagini e i suoni, come si rendono gli onori, a coloro cui appartengono: i morti.»

## Accoglienza
A parte la tiepida accoglienza degli spettatori disorientati, la tesi di fondo del film, che Godard esprime molto chiaramente: «Gli ebrei fanno agli arabi ciò che i nazisti hanno fatto agli ebrei», provoca una violenta levata di scudi da parte delle organizzazioni sioniste e ebraiche. Viene fatto ritrovare un ordigno artigianale al cinema dove è prevista la prima del film, e il 12 ottobre 1976 dei provocatori appartenenti al gruppo Talion, vicino al Bétar (giovani sionisti dell'estrema destra), fanno irruzione durante le proiezioni, rompono vetri e disperdono in sala gas dell'esercito israeliano.